# Magda Aelvoet
Magdalena Godelieve Hilda Aelvoet, meglio nota come Magda Aelvoet (Steenokkerzeel, 4 aprile 1944), è una politica belga.

## Biografia

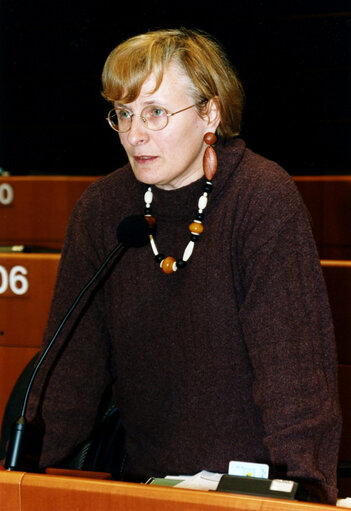
Magda Aelvoet al Parlamento europeo

Nata a Steenokkerzeel, nelle Fiandre, si è laureata in filologia germanica e in scienze politiche e sociali presso l'Università cattolica di Lovanio.
Dopo la laurea ha collaborato con diverse organizzazioni non governative e ha fondato la sezione Agalev di Lovanio.

### Carriera politica
Nel 1985 fu eletta al Senato per la provincia di Anversa, carica che mantenne fino al 1991, venendo poi eletta alla Camera dei rappresentanti per l'arrondissement di Lovanio.
Nella circoscrizione fiamminga è stata eletta come Europarlamentare per servire durante la IV legislatura del Parlamento europeo nel 1994. Nell'arco dei 5 anni di legislatura ha presieduto il Gruppo Verde tra il 1997 e il 1999.
Terminato il mandato è stata nominata Ministro della salute, dell'ambiente e della tutela dei consumatori nel primo governo Verhofstadt, rassegnando le dimissioni nel 2002 in disaccordo con l'esportazione di armi belghe in Nepal.